# Displasia fibrosa
Displasia fibrosa é uma doença, congênita e benigna, que provoca desgaste ósseo e crescimentos ou lesões em um ou mais ossos do corpo humano. Estas lesões são crescimentos semelhantes a tumores que consistem na substituição do osso medular pelo tecido fibroso, causando a expansão das áreas e enfraquecimento dos ossos envolvidos. Especialmente quando envolvendo ossos do crânio ou face, as lesões podem causar deformidades visíveis externamente. O crânio é, frequentemente, mas não necessariamente, afectado.
Diz-se, na medicina e na odontologia, que é uma lesão, pois altera, com certa delimitação, características fisiológicas de um tecido, sendo, tal alteração, perceptível em exame complementar sugestivo, como a radiografia. É mais comumente encontrada em esqueleto em desenvolvimento, ou seja, crianças e adolescentes. As localizações mais frequentes são em fêmur, tíbia, ossos da face e costelas. Em raros casos, pode evoluir para tumores malignos, como fibrossarcoma, osteossarcoma, condrossarcoma; tem, portanto, potencial de malignização, ainda que muito raro. Em exames radiográficos, apresentar-se-á dentro do osso na forma de mancha escura (radiolúcida) unilocular (monostótica), isto é: aspecto sugestivo de uma bolha escura. Ou, pode se apresentar na forma multilocular (poliostótica), isto é: aspecto sugestivo de bolhas de sabão.

## Causas
Embora exista confusão considerável a respeito da natureza da displasia fibrosa, muito tem sido aprendido sobre a genética desse grupo de desordens, e seu conhecimento torna mais compreensível a grande variedade de padrões clínicos.
A displasia fibrosa é uma condição esporádica que resulta de uma mutação pós-zigótica no gene GNAS1
(proteína ligante do nucleotídeo guanina, polipeptídeo 1 de atividade A-estimulante). 

### Manifestações do gene
Clinicamente, a displasia fibrosa pode se manifestar como um processo localizado envolvendo apenas um osso (Displasia fibrosa monostótica), como uma condição envolvendo múltiplos ossos ou como múltiplas lesões ósseas em conjunto com anomalias cutâneas e endócrinas (Displasia fibrosa poliostótica). A severidade clínica da condição depende, presumivelmente, do momento durante a vida fetal ou pós-natal em que ocorre a mutação do GNAS1.
Se a mutação ocorre em uma das células-tronco indiferenciadas no início da vida embrionária, os osteoblastos, melanócitos e células endócrinas que representam as gerações derivadas daquelas células mutadas carregarão a mutação e expressarão o gene mutado. Isto irá resultar na apresentação clínica de lesões ósseas múltiplas, pigmentação cutânea e distúrbios endócrinos. Células progenitoras esqueléticas nos estágios mais tardios do desenvolvimento embrionário migram e se diferenciam como parte do processo de formação do esqueleto normal. Se a mutação ocorre durante este período tardio, então as gerações das
células mutadas irão se dispersar e participar da formação do esqueleto, resultando em múltiplas lesões ósseas de displasia fibrosa. Finalmente, se a mutação ocorre durante a vida pós-natal, então as gerações das células mutadas são essencialmente confinadas em um sítio, resultando em displasia fibrosa afetando um único osso.

## Características histopatológicas
As características microscópicas típicas da displasia fibrosa consistem em trabéculas de formato irregular de osso imaturo em um estroma celular fibroso arranjado frouxamente.
As trabéculas ósseas não estão conectadas umas às outras. Elas frequentemente assumem formatos curvilíneos, que
se parecem com a escrita chinesa. Considera-se que as trabéculas ósseas surjam por metaplasia e não apresentem
osteoblastos volumosos margeando-as. Pequenas estruturas arredondadas calcificadas podem ser vistas
raramente, mas nunca são numerosas. Em contraste com o fibroma ossificante e displasia cemento-óssea, a displasia fibrosa tipicamente demonstra um padrão mais monótono,  em vez de ser uma mistura desorganizada de osso imaturo, osso lamelar e partículas arredondadas. O osso lesionado se funde diretamente ao osso normal, na periferia da lesão, não estando presente, portanto, cápsula ou linha de demarcação são mais calcificadas que suas contrapartes no restante do esqueleto. Isto é particularmente verdade em espécimes de pacientes idosos.
Espécimes de biópsias seriadas têm mostrado, em alguns casos, que a displasia fibrosa dos ossos gnáticos, clássica histopatologicamente, sofre maturação progressiva para uma lesão consistindo em osso lamelar em um estroma de tecido conjuntivo moderadamente celular. As trabéculas ósseas nessas lesões tendem a correr
paralelamente umas às outras.

## Tratamento e prognóstico
O tratamento clínico da displasia fibrosa dos ossos gnáticos pode representar um problema maior. Embora as lesões menores, particularmente na mandíbula, possam ser ressecadas cirurgicamente na sua totalidade sem muita dificuldade, a natureza difusa e o tamanho grande de muitas lesões, particularmente as da maxila, dificultam a remoção sem cirurgia extensa. Em muitos casos, a doença tende a se estabilizar e essencialmente para de aumentar quando a maturação esquelética é atingida. Algumas lesões, entretanto, continuam a crescer, embora em geral lentamente, nos pacientes adultos.
Alguns pacientes com deformidade estética ou funcional mínima podem não necessitar ou desejar tratamento
cirúrgico. A deformidade estética com problemas psicológicos ou deformidade funcional associada pode ditar a
intervenção cirúrgica no paciente mais jovem. Tal procedimento geralmente envolve a redução cirúrgica da lesão
a um contorno aceitável sem tentativa de remover toda a lesão. O resultado estético geralmente é bom, mas novo
crescimento da lesão ocorre com o tempo.
A prevalência de novo crescimento após a remoção cirúrgica é difícil de determinar, mas tem sido estimado
que entre 25% a 50% dos pacientes mostram algum crescimento novo após a remoção cirúrgica da lesão. Este novo
crescimento é mais comum em pacientes jovens e muitos cirurgiões acreditam que a intervenção cirúrgica deveria
ser adiada o máximo possível. Em poucos estudos, pacientes primariamente com doença poliostótica têm sido tratados efetivamente com terapia com bifosfonatos, como o pamidronato intravenoso e o alendronato oral. Os bifosfonatos têm mostrado alívio na dor e melhora da resistência esquelética. Entretanto, são necessários estudos adicionais para avaliação dos riscos e benefícios da terapia com bifosfonatos.
A transformação maligna, geralmente o desenvolvimento de um osteossarcoma, tem sido raramente associada com a displasia fibrosa. Muitos exemplos têm sido encontrados em pacientes que receberam [[Radioterapia|terapia com radiação para displasia fibrosa, mas poucos exemplos de alterações sarcomatosas espontâneas têm sido relatados. A terapia com radiação para a displasia fibrosa é contraindicada porque ela carrega o risco de desenvolvimento de sarcoma ósseo pós-irradiação. Tem sido sugerido que os pacientes com síndrome de Mazabraud podem ter risco levemente aumentado de desenvolvimento de sarcoma, mesmo na ausência de exposição à radiação.

## Bibiografia
- Neville, Damn, Allen e Bouquot: Patologia Oral e Maxilofacial. Ed. Guanabara Koogan. 1998
- Tommasi, A. F.:Diagnóstico em Patologia Bucal. Ed. Artes Médicas. 1985.